# Cencora
Cencora — американская компания, занимающаяся распространением фармацевтических препаратов. Была образована в 2001 году в результате слияния компаний AmeriSource Health и Bergen Brunswig, до 2023 года называлась AmerisourceBergen. Штаб-квартира компании располагается в Честербруке (штат Пенсильвания). В списке крупнейших компаний мира Forbes Global 2000 за 2024 год компания заняла 262-е место.

## История
AmerisourceBergen образовалась в августе 2001 года в результате слияния AmeriSource Health и Bergen Brunswig.
AmeriSource Health первоначально возникла как дочерняя компания конгломерата Alco Standard Corporation, объединявшего небольшие, но успешные компании в разных отраслях экономики. В 1977 году он приобрёл компанию по оптовой торговле медикаментами The Drug House. В августе 1985 года она была переименована в Alco Health Services. Компания быстро росла за счёт поглощения других компаний в той же сфере. В 1988 году, когда компания стала самостоятельной, её оборот превысил 2 млрд долларов. В июле 1994 году название было изменено на AmeriSource Health Corporation.
Brunswig Drug Corporation была основана в 1878 году американцем французского происхождения Люсьеном Наполеоном Брунсвигом в Новом Орлеана. В начале XX века основные операции компании были перенесены в Лос-Анджелес. Bergen Drug Company была основана в 1947 году Эмилем Мартини в Нью-Джерси. В 1969 году две компании объединились, образовав Bergen Brunswig Corporation. Успеху компании способствовала компьютеризация операций уже в начале 1970-х годов, практически любой заказ Bergen Brunswig могла выполнить в течение суток.
В 2012 году AmerisourceBergen приобрела World Courier, специализированную курьерскую компанию по доставке медикаментов. В январе 2015 года за 2,5 млрд долларов была куплена компания по распространению ветеринарной продукции MWI Veterinary Supply. В октябре того же года за 2,58 млрд долларов была куплена компания PharMEDium Healthcare Holdings Inc.
AmerisourceBergen была одним из главных обвиняемых в развитии опиоидной эпидемии в США. В январе 2022 года AmerisourceBergen, McKesson, Cardinal Health и Johnson & Johnson согласились в досудебном порядке уплатить 26 млрд долларов по коллективному иску муниципальных властей из 45 штатов.
В 2023 году AmerisourceBergen провела ребрендинг, сменив название на Cencora, также был изменён тикер на Нью-Йоркской фондовой бирже с ABC на COR.

## Деятельность

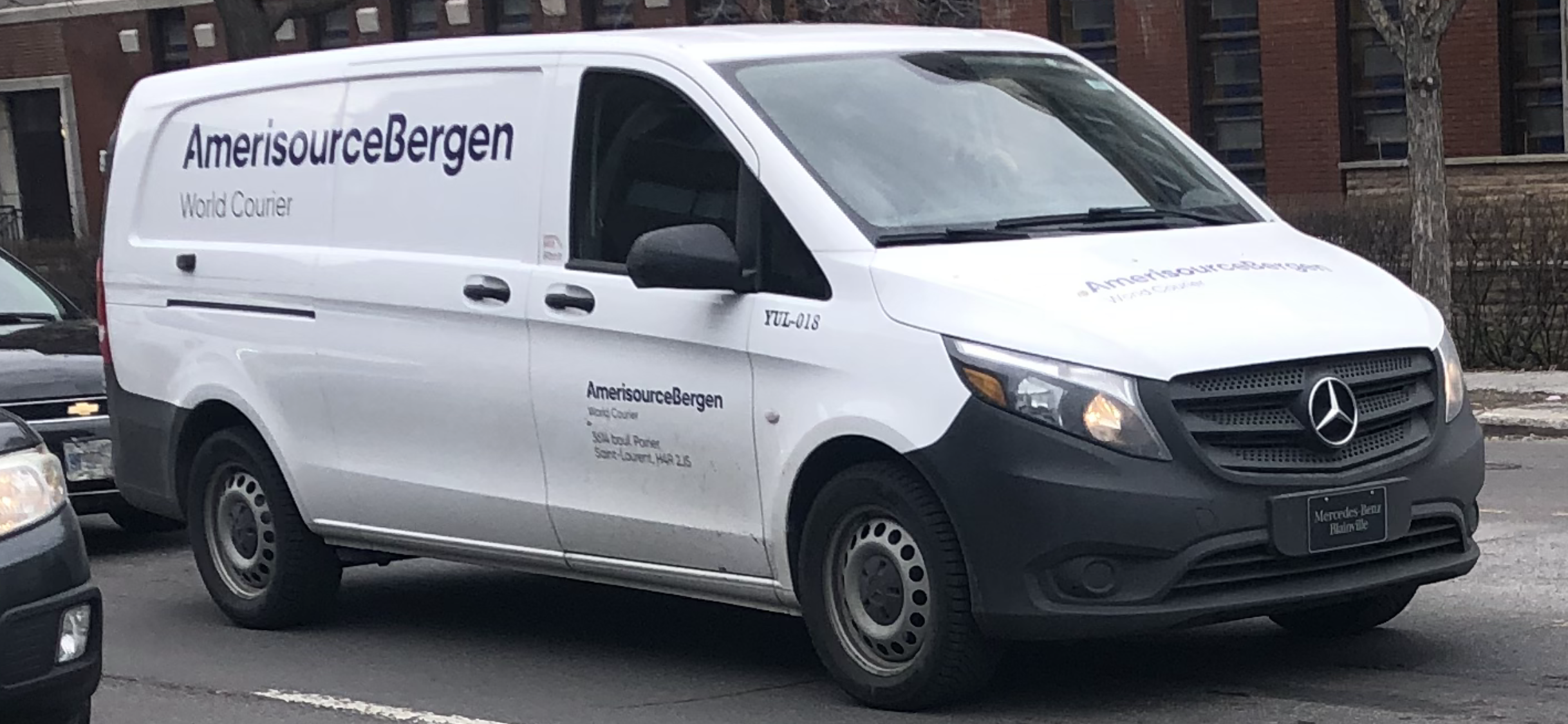
Автомобиль доставки

Основным направлением деятельности является распространение лекарственных средств. Кроме США работает ещё в 10 странах, в основном в Европе (Великобритания, Испания, Турция, Чехия, Литва, Франция, Нидерланды, Норвегия, Румыния и Египет). Основная часть продаж приходится на менее крупных дистрибьюторов (на 10 крупнейших из них приходится 69 % выручки, на Walgreens Boots Alliance — более 30 %).
|                     | 2005…  | 2010  | 2011  | 2012  | 2013  | 2014  | 2015   | 2016  | 2017  | 2018  | 2019  | 2020   | 2021  | 2022   | 2023  | 2024  |
| ------------------- | ------ | ----- | ----- | ----- | ----- | ----- | ------ | ----- | ----- | ----- | ----- | ------ | ----- | ------ | ----- | ----- |
| Оборот              | 49,64… | 76,50 | 78,70 | 78,08 | 87,96 | 119,6 | 135,9  | 146,8 | 153,1 | 167,9 | 179,6 | 189,9  | 214,0 | 238,6  | 262,2 | 294,0 |
| Чистая прибыль      | 0,265… | 0,637 | 0,707 | 0,719 | 0,434 | 0,276 | -0,138 | 1,428 | 0,364 | 1,616 | 0,854 | -3,409 | 1,540 | 1,699  | 1,745 | 1,509 |
| Активы              | 11,38… | 14,43 | 14,98 | 15,44 | 18,92 | 21,53 | 27,96  | 33,64 | 35,32 | 37,67 | 39,17 | 44,27  | 57,34 | 56,56  | 62,56 | 67,10 |
| Собственный капитал | 4,280… | 2,954 | 2,868 | 2,455 | 2,320 | 1,957 | 0,616  | 2,129 | 2,064 | 3,050 | 2,993 | -0,840 | 0,584 | -0,212 | 0,522 | 0,646 |

Примечание. Компания заканчивает финансовый год 30 сентября.